# Rikke Skov
Rikke Erhardsen Skov (Viborg, 7 de setembro de 1980) é uma ex-handebolista profissional dinamarquesa, campeã olímpica.
Rikke Skov fez parte do elenco medalha de ouro, de Atenas 2004.